# Chloraea undulata
Chloraea undulata är en orkidéart som beskrevs av Raimondi och Colunga. Chloraea undulata ingår i släktet Chloraea och familjen orkidéer. Inga underarter finns listade i Catalogue of Life.